# Loesje
Loesje es una chica ficticia que publica mensajes en distintos lugares del mundo. Pueden ser críticos, satíricos, etc., pero siempre positivos.
Loesje es un conjunto informal e internacional de personas que formulan mensajes en nombre de esta chica ficticia - y a veces de sus parientes - para los demás. Loesje fue fundado el 24 de noviembre de 1983 en Arnhem, Holanda. 

## Representación internacional de Loesje
- Loesje International
- Loesje en Argentina.
- Loesje en Holanda.
- Loesje en Bélgica.
- Loesje en Estonia.
- Loesje en Finlandia.
- Loesje en Francia.
- Loesje en Alemania.
- Loesje en Grecia.
- Loesje en Italia.
- Loesje en Irlanda.
- Loesje en Polonia.
- Loesje en Portugal.
- Loesje en Rusia.
- Loesje en Serbia.
- Loesje en Eslovenia.
- Loesje en Suecia.